# Daniel mezopotamski
Daniel mezopotamski, daniel perski (Dama mesopotamica) – gatunek ssaka z rodziny jeleniowatych, dawniej traktowany jako podgatunek daniela.

## Występowanie i biotop
Naturalny zasięg jego występowania obejmował Azję Mniejszą od Turcji po Iran i Afganistan, a także część północnej Afryki. W 1940 r. uznano je za gatunek wymarły na wolności, jednak w latach 1957–1959 r. ekspedycja sfinansowana przez Fritza Adama Hermanna von Opel odnalazła dziką populację 25 osobników w irańskiej prowincji Hormuz. W celu ochrony gatunku przed kłusownikami przeniesiono wszystkie osobniki na wyspę Dasht-e-naz przy granicy z Irakiem. W 1978 r. wyspa znalazła się w strefie walk toczącej się wojny iracko-irańskiej. Specjalnej ekspedycji udało się wówczas uśpić i wywieźć do Izraela ostatnim odlatującym z Iranu samolotem pięć danieli mezopotamskich. Obecnie występuje w kilku regionach Iranu i w Izraelu. Wg stanu na 2019 w 25 ogrodach zoologicznych na świecie, w tym w polskim Wrocławiu, żyje połowa całkowitej populacji tego gatunku (ok. 340 osobników).
Ich pożywienie stanowią gałęzie i liście, w porze suchej kora drzew. Samica rodzi zazwyczaj jedno młode, które po pół roku rozpoczynają samodzielne życie. Preferuje otwarte tereny trawiaste.

## Charakterystyka
Daniel mezopotamski jest większy od daniela europejskiego (Dama dama), osiągając do 200 kg masy. Przedstawiciele tego gatunku mają ubarwienie jasnopłowe w cętki, a zimą szarawe. Mają zwykle większe i mniej łopatowate poroże. Ubarwienie jasnopłowe z białymi plamkami na bokach i grzbiecie, od spodu białawe.
Długość ciała – do 240 cm
Wysokość w kłębie – do 110 cm
masa ciała – dochodzi do 200 kg

## Zagrożenia i ochrona
Daniel mezopotamski jest zwierzęciem bardzo rzadkim. Został uznany za gatunek zagrożony wyginięciem. Objęto go całkowitą ochroną. Jest objęty konwencją waszyngtońską CITES (załącznik I). Jedyna populacja dziko żyjących danieli perskich występuje w rezerwatach w pobliżu rzek Dez i Karkheh w Iranie. Został reintrodukowany w północnym Izraelu.

## Występowanie w Polsce
Daniele mezopotamskie w Polsce hodowane są we wrocławskim oraz łódzkim ogrodzie zoologicznym.